# Eli Cohen

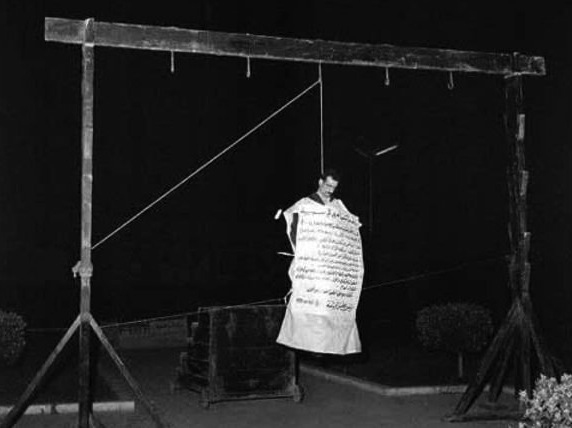
Den hängde Eli Cohen.

Eli Cohen (hebreiska: אֱלִיָּהוּ בֵּן שָׁאוּל כֹּהֵן, arabiska إيلي كوهين), född 26 december 1924 i Alexandria, död 18 maj 1965 i Damaskus, var en israelisk spion som under 1960-talets första hälft infiltrerade Syriens regering och militär.

## Biografi
Cohen föddes i Egypten av mizrahi-judiska föräldrar. Han värvades av den israeliska underrättelsetjänsten Mossad för att nästla sig in i den syriska regeringen. Han gavs en falsk identitet och flyttade till Damaskus i början av 1962 som den syriske affärsmannen Kamel Amin Thaabet. Cohen etablerade kontakter inom Syriens politiska och militära hierarki och blev chefsrådgivare åt den syriske försvarsministern. Cohen förmedlade sina underrättelser till Israel genom radiosändningar, per brev och några gånger personligen. De underrättelser han samlade in sägs ha utgjort en avgörande faktor för Israels seger i sexdagarskriget 1967.
Vid ett tillfälle begav sig Cohen till Golanhöjderna och dokumenterade där de syriska befästningarna. Under förespegling att skydda syriska soldater mot det starka solljuset lät Cohen plantera träd vid varje vaktpostering. Dessa träd användes som målmarkörer av den israeliska armén under sexdagarskriget; armén kunde tämligen enkelt inta Golanhöjderna på två dagar i juni 1967.
En överste inom den syriska underrättelsetjänsten började fatta misstankar mot Cohen och denne bad då att få avsluta sitt uppdrag i Syrien. Mossad övertalade emellertid Cohen att göra en sista resa till grannlandet. I januari 1965 intensifierade den syriska underrättelsetjänsten jakten på spionen. Med hjälp av experter från Sovjetunionen iakttog man under en period radiotystnad i hopp om att upptäcka Cohens sändningar. Den för den tiden högteknologiska radiospårningsutrustningen ledde så småningom syrierna till Cohens bostad. Han greps och fördes till fängelset i Mezzeh i västra Damaskus.
Cohen ställdes inför en militärdomstol, befanns skyldig till spionage och dömdes till döden. Han hade dessförinnan upprepade gånger utsatts för tortyr. Israel startade då en internationell kampanj för att Cohen skulle benådas. Israels utrikesminister Golda Meir uppmanade det internationella samfundet att utöva påtryckningar på Syrien för att man inte skulle avrätta Cohen. Trots vädjanden från Frankrikes, Belgiens och Kanadas regeringar samt påve Paulus VI stod dödsdomen mot Cohen fast.
Den 18 maj 1965 fördes Eli Cohen till Marjeh-torget i centrala Damaskus, där han hängdes offentligt.

## Populärkultur
- TV-filmen The Impossible Spy från 1987 skildrar Eli Cohens liv.
- Netflixserien The Spy från 2019 skildrar Eli Cohens liv.